# Istočni blok
Istočni blok je naziv za komunističke zemlje srednje, istočne i južne Europe koje su bile priklonjene Sovjetskom Savezu. Jugoslavija je nakon raskola Tita i Staljina 1948. raskinula veze sa SSSR-om i pokrenula tzv. Pokret nesvrstanih. Unatoč čestoj zabludi, Jugoslavija nije bila dijelom Istočnoga bloka (nakon 1948.) te nije pripadala grupi zemalja iza Željezne zavjese jer je put u države zapadne Europe bio omogućen.
Katkada se Istočni blok identificira s Varšavskim paktom. Blok je doživio težak udarac poslije izlaza Jugoslavije iz istoga.
Obilježja svih zemalja Istočnoga bloka bile su ograničene slobode govora i kretanja, visoka cenzura medija, kult ličnosti i nizak životni standard.
Poslije pada Berlinskog zida i Gorbačovljeva raspuštanja SSSR-a, komunističke vlade brzo su počele padati, a neki vođe bili su i ubijeni, poput rumunjskog predsjednika Ceaușescua. Zemlje su se ubrzo počele priklanjati Zapadu, što je prethodovalo njihovom ubrzanom ekonomskom, političkom i kulturnom razvoju. Ovime je završeno razdoblje Hladnoga rata i blokovske politike.
Danas su gotovo sve europske zemlje Istočnoga bloka članice Sjeveroatlantskoga saveza, a većina je zemalja dio Europske Unije te drugih političkih i vojnih saveza s visokorazvijenim zemljama koje ponajprije uključuju Sjedinjene Američke Države, Kanadu, Australiju, Novi Zeland, Izrael, Južnu Koreju i Japan.